# 론스키 행렬식
론스키 행렬식(Wroński行列式, 영어: Wronskian 론스키언[*]) 또는 브론스키 행렬식은 선형대수학과 미적분학, 미분기하학 등에서 사용되는 식으로, 유한 개 함수들의 집합이 일차독립인지를 판별하는 도구이다.

## 정의
어떤 구간 {\displaystyle I}에서 정의된 {\displaystyle n}개의 함수 {\displaystyle f_{1},f_{2},...,f_{n}\colon I\to \mathbb {R} }가 모두 {\displaystyle n-1}번 미분가능하다고 하자. 그렇다면, {\displaystyle I}에서 이 집합의 론스키 행렬식 {\displaystyle W(f_{1},\dots ,f_{n})}은 다음과 같은, {\displaystyle f_{i}}의 도함수들의 행렬식이다.:293-294
{\displaystyle W(f_{1},\dots ,f_{n})(x)=\det {\begin{pmatrix}f_{1}(x)&f_{2}(x)&\cdots &f_{n}(x)\\f_{1}'(x)&f_{2}'(x)&\cdots &f_{n}'(x)\\\vdots &\vdots &\ddots &\vdots \\f_{1}^{(n-1)}(x)&f_{2}^{(n-1)}(x)&\cdots &f_{n}^{(n-1)}(x)\end{pmatrix}}\qquad (x\in I)}

## 성질
만약 이상의 구간 I에서 집합의 론스키 행렬식이 항상 0이 아니면, 이 집합은 일차독립이 된다. 왜냐하면, 만약 이 집합이 I에서 일차종속이라면 I에서 모두는 0이 아닌 계수 {\displaystyle k_{1},...,k_{n}}에 대해 다음 식이 성립하는데,
{\displaystyle k_{1}f_{1}(x)+...+k_{n}f_{n}(x)=0}
이를 n-1번 미분한 모든 식을 이용해 함수식을 행렬로 만들고 계수로 묶으면,
{\displaystyle 0={\begin{pmatrix}f_{1}(x)&f_{2}(x)&\cdots &f_{n}(x)\\f_{1}'(x)&f_{2}'(x)&\cdots &f_{n}'(x)\\\vdots &\vdots &\ddots &\vdots \\f_{1}^{(n-1)}(x)&f_{2}^{(n-1)}(x)&\cdots &f_{n}^{(n-1)}(x)\end{pmatrix}}{\begin{pmatrix}k_{1}\\k_{2}\\\vdots \\k_{n}\end{pmatrix}},\qquad x\in I.}
이 된다. 그런데 이때 {\displaystyle k_{1},...,k_{n}}은 조건에 의해 자명하지 않은 해를 가지므로 I에서 이 행렬의 행렬식은 0이 된다. 이로부터 결과를 얻는다.

## 역사
폴란드의 수학자 유제프 마리아 호에네브론스키(폴란드어: Józef Maria Hoene-Wroński)가 1812년에 도입하였다. 론스키 행렬식이라는 용어는 스코틀랜드의 수학자 토머스 뮤어(영어: Thomas Muir)가 1882년에 최초로 사용하였다.:Chapter XVIII

## 같이 보기
- 아벨의 항등식
- 방데르몽드 행렬